# LGM-118 Peacekeeper
LGM-118 Peacekeeper, även känd som MX-roboten var en interkontinental ballistisk robot som utvecklades av USA:s flygvapen för att möta hotet från sovjetiska robotar som R-36M Vojevoda (SS-18). Den äldre och mindre roboten LGM-30 Minuteman hade inte den räckvidd som krävdes för att nå robotfälten i Kazakstan och ubåtsbaserade robotar hade ännu inte den precision som krävdes för att slå ut robotsilor.

## Design
För att neutralisera hotet från sovjetiska robotar utvecklades Peacekeeper med fokus på andraslagsförmåga, dvs förmågan att överleva ett kärnvapenanfall (förstaslag) för att sedan avvärja hotet om ytterligare anfall genom att slå ut de kvarvarande kärnvapenrobotarna. Robotarna kunde bära upp till tio MIRV-stridsspetar för att även om bara ett fåtal robotar överlevde förstaslaget skulle ha de tillräckligt med slagkraft för ett andraslag.

## Utplacering
För att öka chanserna att klara ett förstaslag studerades ett flertal olika utplaceringar. En robot med tio stridsspetsar och med precision att slå mot robotsilor gjorde Peacekeeper-robotarna till mycket attraktiva mål för ett förstaslag. Det första alternativet utgjordes av en underjordisk järnväg som band samman ett tjugotal silor. Fördelen var att en fiende inte kunde veta vilken silo som innehöll en robot vid ett visst tillfälle. Nackdelen var de enorma kostnader som krävdes att bygga upp till tjugo silor per robot och dessutom en underjordisk järnväg.
Andra alternativet var en så kallad ”dense pack” där robotarna placerades i mycket motståndskraftiga silor bara 500 meter från varandra. Meningen var att den första detonationen skulle förstöra efterkommande stridsspetsar, men inte mer än en silo.
I väntan på lämpligare utplaceringar började Peacekeeper-robotar placeras i silor avsedda för Minuteman-robotar. Meningen var att robotarna senare skulle flyttas till järnvägsvagnar med avfyringsramper. Att placera robotarna på järnväg skulle ha gett dem den rörlighet som behövdes för att undvika ett förstaslag, men projektet lades ner i samband med Sovjetunionens sammanbrott 1992.

## Avveckling
SALT II-avtalet införde begränsningar av nyttolasten i ICBM-robotar. Begränsningarna var amerikanska krav riktade mot Voyevoda-robotarna, men de kom också att drabba Peacekeeper. Den 3 januari 1993 undertecknades START II-avtalet enligt vilket Peacekeeper skulle avvecklas till 2004. Avtalet ratificerades aldrig av Statsduman, men trots det valde USA att avveckla Peacekeeper-systemet. Stridsspetsarna överfördes till Minuteman-robotar i samband med uppgraderingsprogrammet SERV (Safety Enhanced Reentry Vehicle) och robotarna byggdes om till Minotaur IV.

## Bilder

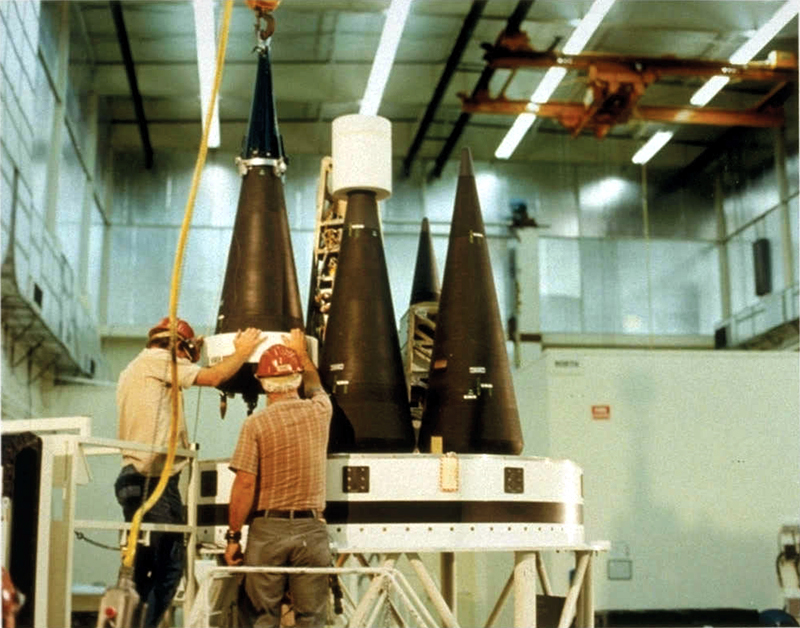
W87 MIRV-stridsspetsar monteras på en Post-Boost Vehicle
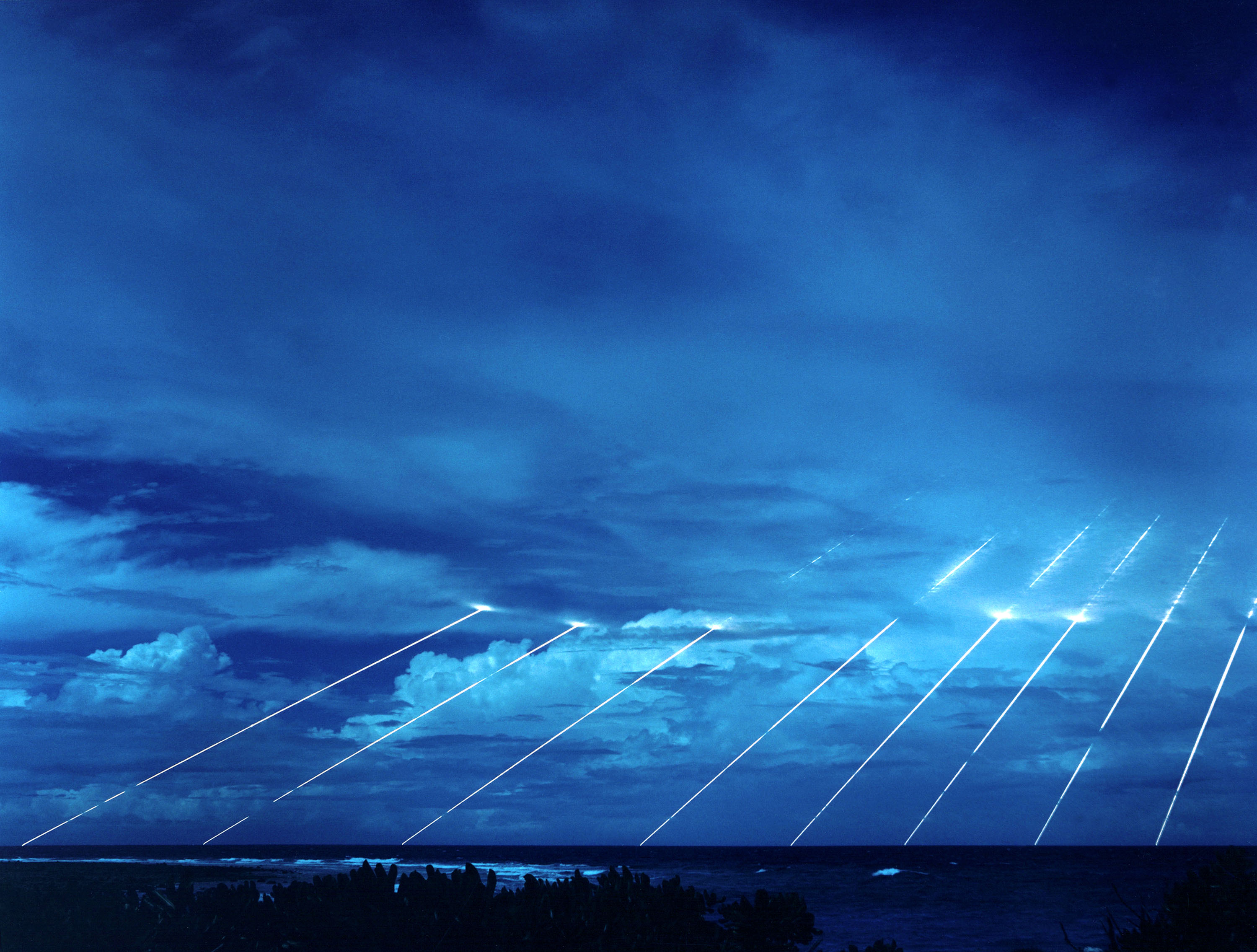
Åtta MIRV-stridsspetar under återinträdet över Kwajalein-atollen i Stilla Havet.
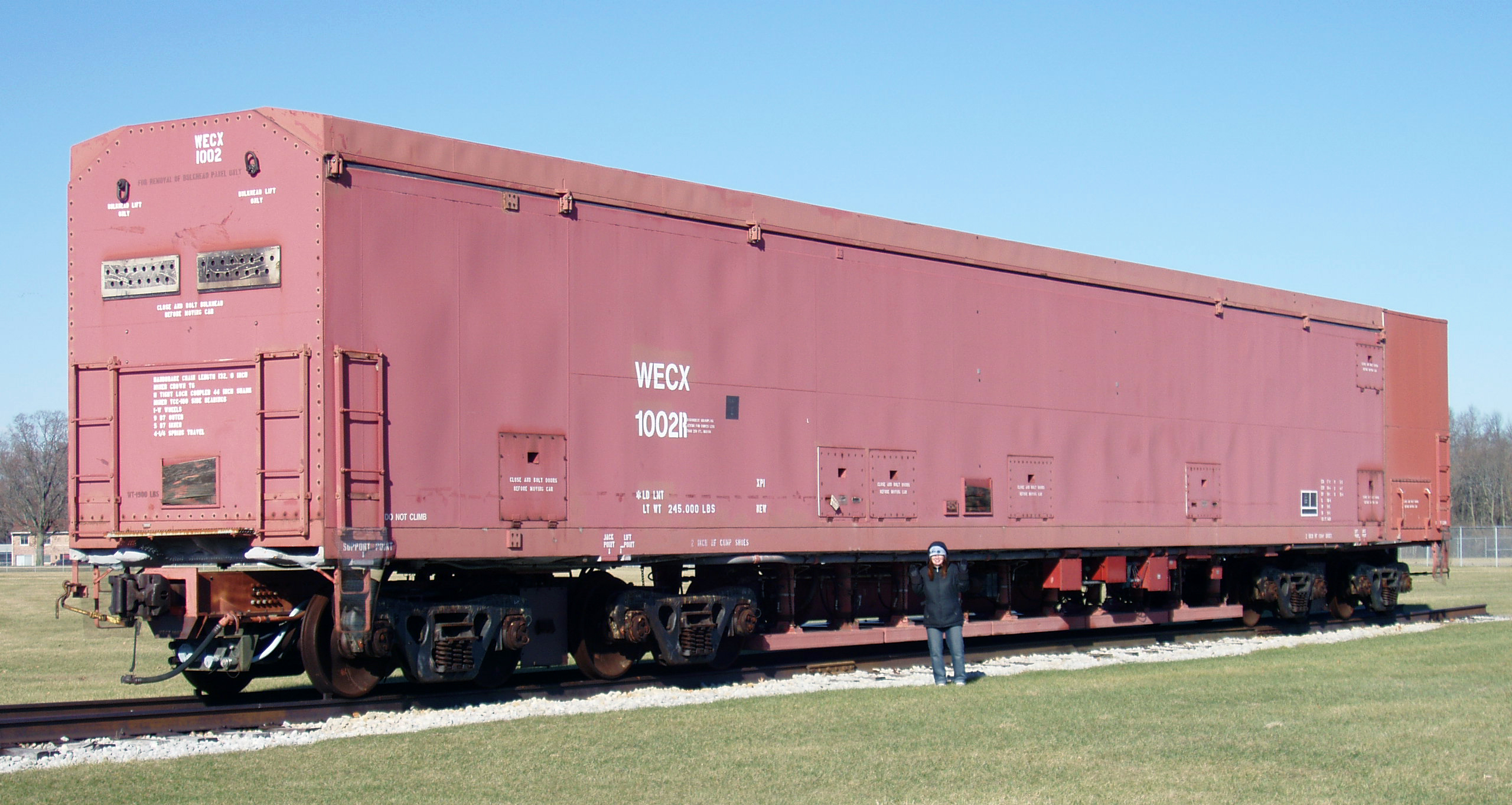
En järnvägsvagn med avfyringsramp för en Peacekeeper-robot.

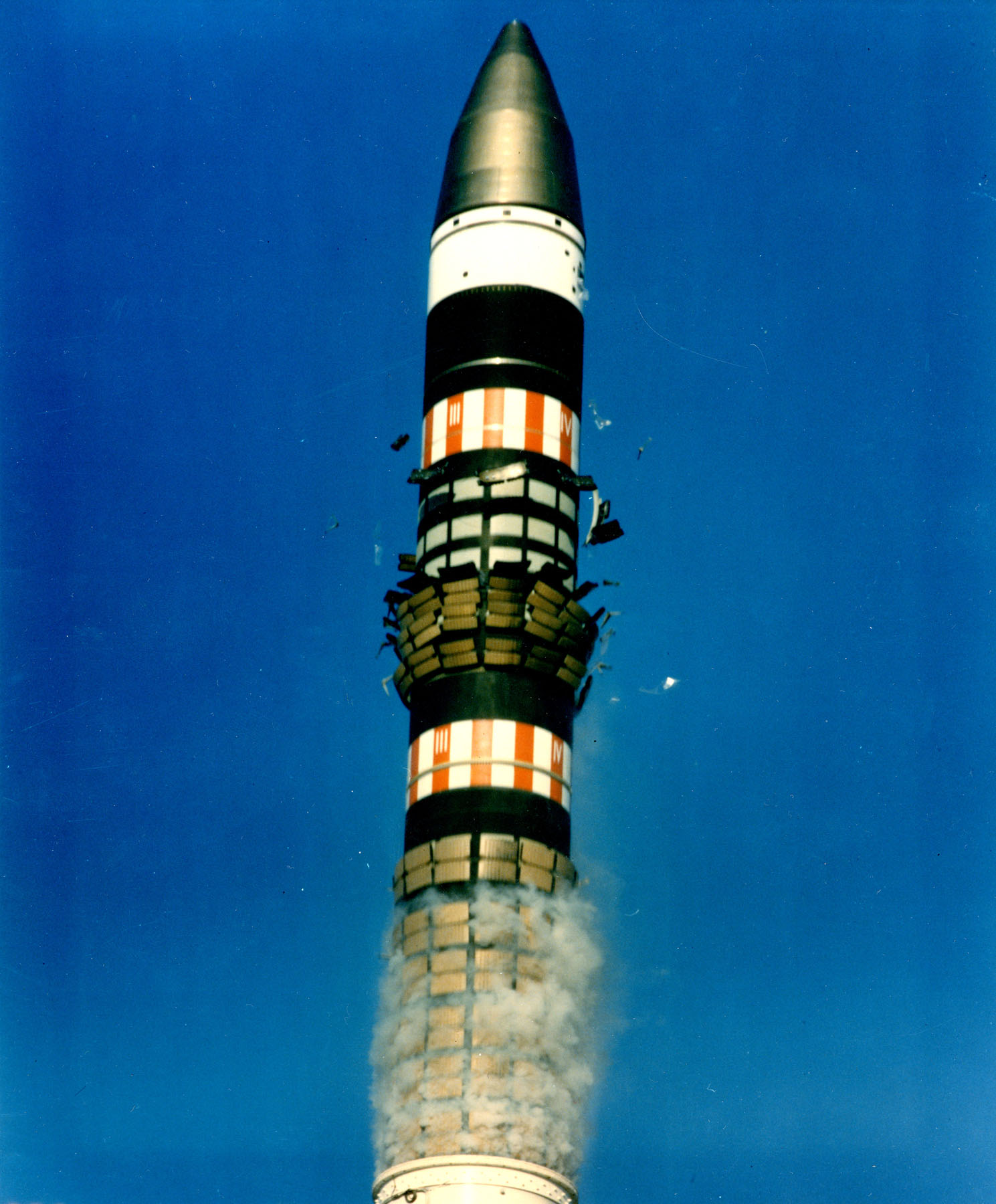
Första provskjutningen. De plattor som ska skydda roboten från stötvågor i silon faller av.
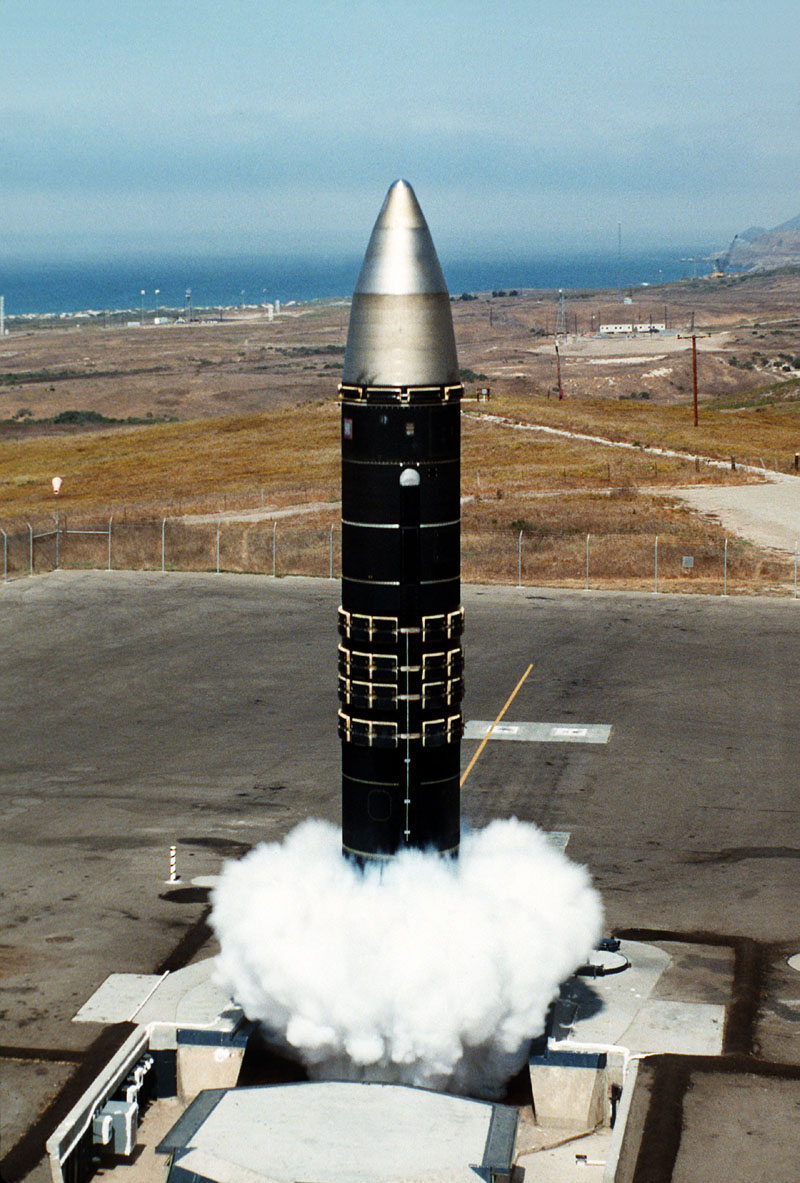
Peacekeeper-robotar skjuts ut ur silon med ånga.
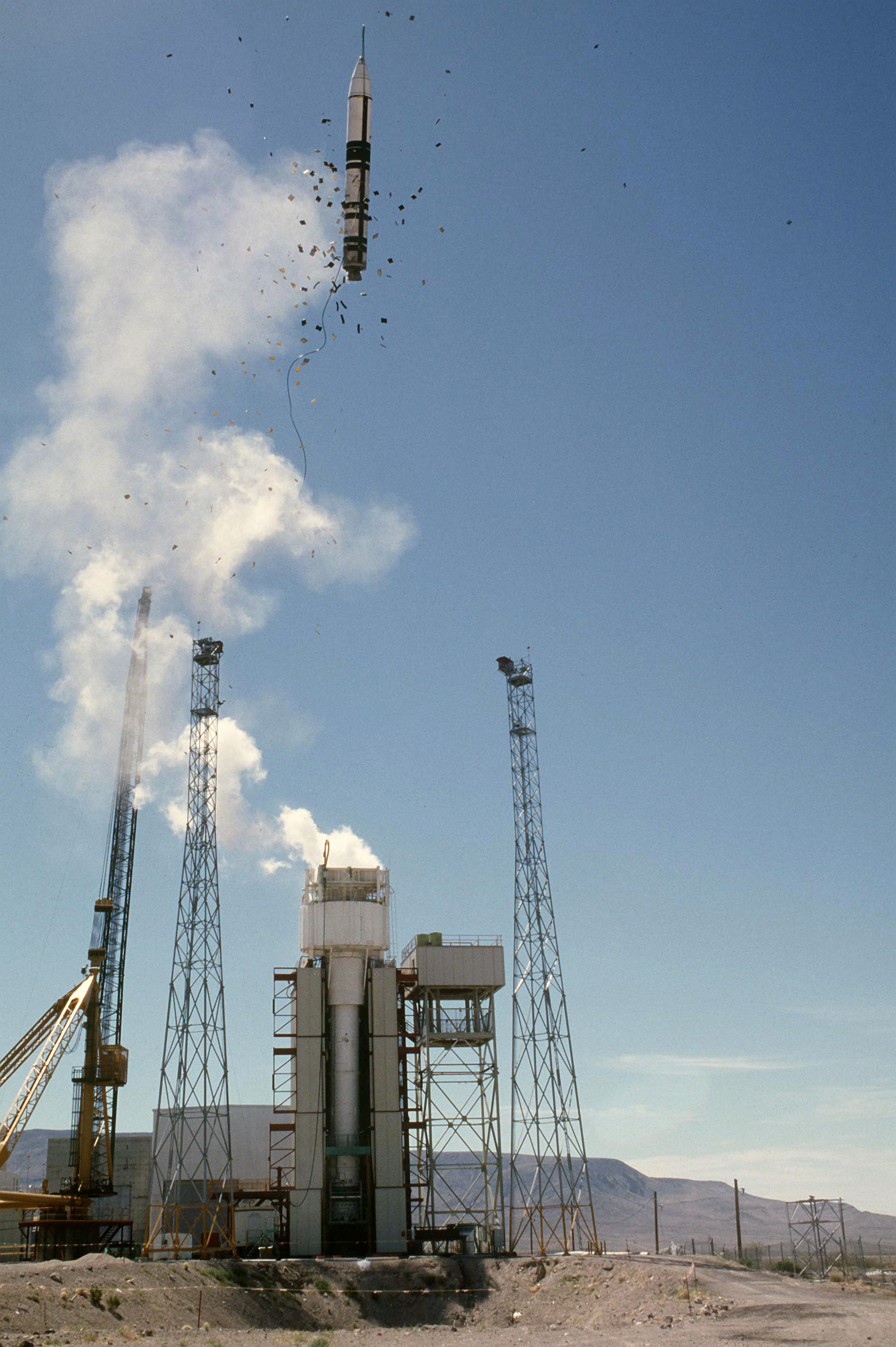
Bilden är tagen i ögonblicket innan första steget tänds.